# Ngô Phả Cao
Ngô Phả Cao (chữ Hán: 吳頗高), là vị vua thứ 16 của nước Ngô thời Xuân Thu trong lịch sử Trung Quốc.
Ông mang họ Cơ, là con của Ngô Chuyển – vua thứ 15 nước Ngô.
Sử sách không ghi chép thời gian ông làm vua, không rõ năm bắt đầu, năm mất và các sự kiện trong thời gian ông ở ngôi.
Sau khi ông mất, con ông là Cơ Câu Ty lên nối ngôi.